# Чекиниола уплощённая
Чекиниола уплощённая (лат. Chrysolina platyscelidina) — вид жуков из подсемейства хризомелин семейства листоедов. Включён в Красную книгу Украины (2009) и Красную книгу Крыма (2015).

## Описание
Жук с длиной тела 7—9 мм. У самцов тело несколько уже, чем у самок. Тело сильно выпуклое, обратнояйцевидной формы. Окраска верхней стороны тела чёрная с едва заметным синим или фиолетовым оттенком. Верхняя сторона тела имеет густую, мелкую пунктировку. Нижняя сторона тела чёрно-синяя или чёрно-фиолетовая. Боковой край переднеспинки слабо заметен только на основании. Усики относительно короткие и тонкие. Переднеспинка широкая и выпуклая, вдвое шире своей длины. Надкрылья вытянутые, широкозакруглённые. Плечевые углы отсутствуют. Крылья отсутствуют. Ноги утолщённые. Нижний край лапок покрыт густыми волосками, кроме первого членика у самок. Анальный стернит с довольно глубокой овальной впадиной посередине.

## Распространение
Эндемик Крыма. Обитает в предгорье Внешней гряды Крымских гор.
С момента открытия вида известно только лишь 16 находок из четырех разных географических точек Крыма. Последняя достоверная находка вида была сделана в 1975 году в окрестностях Симферополя в дубовом лесу урочища Дубки.

## Биология
Особенности биологии не изучены. Жуки встречались на открытых участках с травянистой растительностью и в освещенных смешанных лесах, преимущественно дубравах. Возможно, чекиниола уплощённая экологически
связана к старовозрастным дубравам. Зимует имаго. Большинство особей были отмечены в начале марта, единичные — в мае и июне. Фитофаг.

## Систематика
Вид выделяют в монотипический подрод Cecchiniola рода травяных листоедов (Chrysolina) из подсемейства хризомелин. В некоторых источниках подрод повышают в ранге до рода.